# Doljani (Daruvár)
Doljani (csehül Dolany) falu Horvátországban Belovár-Bilogora megyében. Közigazgatásilag Daruvárhoz tartozik.

## Fekvése
Belovártól légvonalban 47, közúton 57 km-re délkeletre, Daruvár központjától 3 km-re délre, Nyugat-Szlavóniában, a Dobrovac-patak völgye feletti magaslaton fekszik.

## Története
A térség a 17. század végén szabadult fel a török uralom alól. A teljesen kihalt területre a parlagon heverő földek megművelése és a határvédelem céljából a 18. század első felében Bosznia területéről telepítettek be új, szerb anyanyelvű pravoszláv lakosságot. Régi pravoszláv temploma 1742-ben épült. Az első katonai felmérés térképén „Dorf Doljani” néven találjuk. Lipszky János 1808-ban Budán kiadott repertóriumában „Dolyani” néven szerepel. Nagy Lajos 1829-ben kiadott művében „Dolyani” néven 46 házzal 3 katolikus és 284 ortodox vallású lakossal találjuk.
A Magyar Királyságon belül Horvát–Szlavónország részeként, Pozsega vármegye Daruvári járásának része volt. 1857-ben 311, 1910-ben 956 lakosa volt. A 19. század végén és a 20. század elején (1861 és 1909 között) az olcsó földterületek miatt és a jobb megélhetés reményében jelentős számú cseh lakosság telepedett le itt. 1910-ben a népszámlálás adatai szerint lakosságának 59%-a cseh, 32%-a szerb anyanyelvű volt. Az I. világháború után 1918-ban az új szerb-horvát-szlovén állam, majd később (1929-ben) Jugoszlávia része lett. 1941 és 1945 között a németbarát Független Horvát Államhoz, háború után a település a szocialista Jugoszláviához tartozott. A település 1991-től a független Horvátország része. 1991-ben lakosságának 36%-a horvát, 32%-a cseh, 22%-a szerb nemzetiségű volt. 2011-ben a településnek 759 lakosa volt, akik főként mezőgazdasággal, állattartással foglalkoztak.

## Lakossága
| Lakosság változása | Lakosság változása | Lakosság változása | Lakosság változása | Lakosság változása | Lakosság változása | Lakosság változása | Lakosság változása | Lakosság változása | Lakosság változása | Lakosság változása | Lakosság változása | Lakosság változása | Lakosság változása | Lakosság változása | Lakosság változása |
| ------------------ | ------------------ | ------------------ | ------------------ | ------------------ | ------------------ | ------------------ | ------------------ | ------------------ | ------------------ | ------------------ | ------------------ | ------------------ | ------------------ | ------------------ | ------------------ |
| 1857               | 1869               | 1880               | 1890               | 1900               | 1910               | 1921               | 1931               | 1948               | 1953               | 1961               | 1971               | 1981               | 1991               | 2001               | 2011               |
| 311                | 486                | 565                | 789                | 863                | 956                | 924                | 941                | 970                | 1.016              | 993                | 954                | 1.004              | 1.003              | 834                | 759                |

## Nevezetességei
Szent Illés próféta tiszteletére szentelt pravoszláv parochiális temploma 1805-ben épült a régi, 1742-ben épített fatemplom helyén. 1904-ben megújították. 1943. augusztus 2-án súlyosan megsérült, ekkor semmisült meg a régi ikonosztáz, a templom szent könyvei, levéltára és liturgikus használati tárgyai. 1960-ban, 1979-ben és 1985-ben is renoválták. A délszláv háború idején 1992. március 30-án homlokzata és harangtornya súlyosan megsérült, a kitört tűzben pedig leégett a tetőzet egy része. 1998-ban az épületet villámcsapás érte (az épületen nem volt villámhárító) és újra leégett. Tetőzetét a kulturális minisztérium anyagi támogatásával állították helyre, de a homlokzaton még mindig látszanak a sérülések nyomai. Egyhajós épület, félköríves szentéllyel, homlokzata feletti zömök harangtoronnyal. Homlokzatát és oldalfalait sekély lizénák tagolják, ablakai félkörívesek.
A Legszentebb Istenanya születése (Kisboldogasszony) tiszteletére szentelt pravoszláv temploma a faluban, egy dombon található. Egyhajós nyugat-keleti tájolású épület, sokszög záródású apszissal és a főhomlokzat előtti harangtoronnyal. A szentély területe félkupolával boltozott, a középen elhelyezett téglalap alakú ablaknyílás világítja meg. A dongaboltozatos hajóban egy falazott kórus található. A hajó északi falát két ablaknyílás, a déli falat pedig egy ablaknyílás és az oldalsó bejárat tagolja. A történelmi adatok szerint a templom 1799-ben épült. A hajó és a szentély alaptestéhez 1912-ben harangtornyot építettek, ezt bizonyítja a harangtorony felirata. A templomot ezután szecessziós stílusban alaposan felújították. A templom egyike azon kevés épületeknek, amelyek Lika területén szecessziós stílusban épültek.